# بريء في المشنقة (فلم)
بريء في المشنقة هو فيلم تشويق وإثارة مصري من إخراج منير التوني وبطولة ناهد شريف، عبد المنعم إبراهيم، نجوى فؤاد، توفيق الدقن، محمود المليجي  وأشرف عبد الغفور.

## نبذة
أبو حديد (محمود المليجي) تاجر الغلال الذي يعمل في السوق السوداء، يبلغ عنه منافسه الخشاب في قضية تموين كبيرة، تستعين المباحث بهلال (عبد المنعم إبراهيم) الذي يعمل محررًا للإيقاع به ويفشلون في ذلك، فيقرر أبو حديد الانتقام من الواشي به ويقوم بقتل الخشاب وبمساعدة النمس مساعد الخشاب يورط أشرف (أشرف عبدالغفور) الذي يعمل بالتموين في جريمة القتل ليصبح المتهم الأول بقتل الخشاب.

## طاقم العمل
- ناهد شريف بدور نورا / سميرة
- عبد المنعم إبراهيم بدور هلال / عبيد
- نجوى فؤاد بدور نوسة
- توفيق الدقن بدور رئيس تحرير الجريدة
- محمود المليجي بدور أبو حديد
- أشرف عبدالغفور بدور أشرف عبد الصادق

## وصلات خارجية
- مقالات تستعمل روابط فنية بلا صلة مع ويكي بيانات